# 소매 (상업)

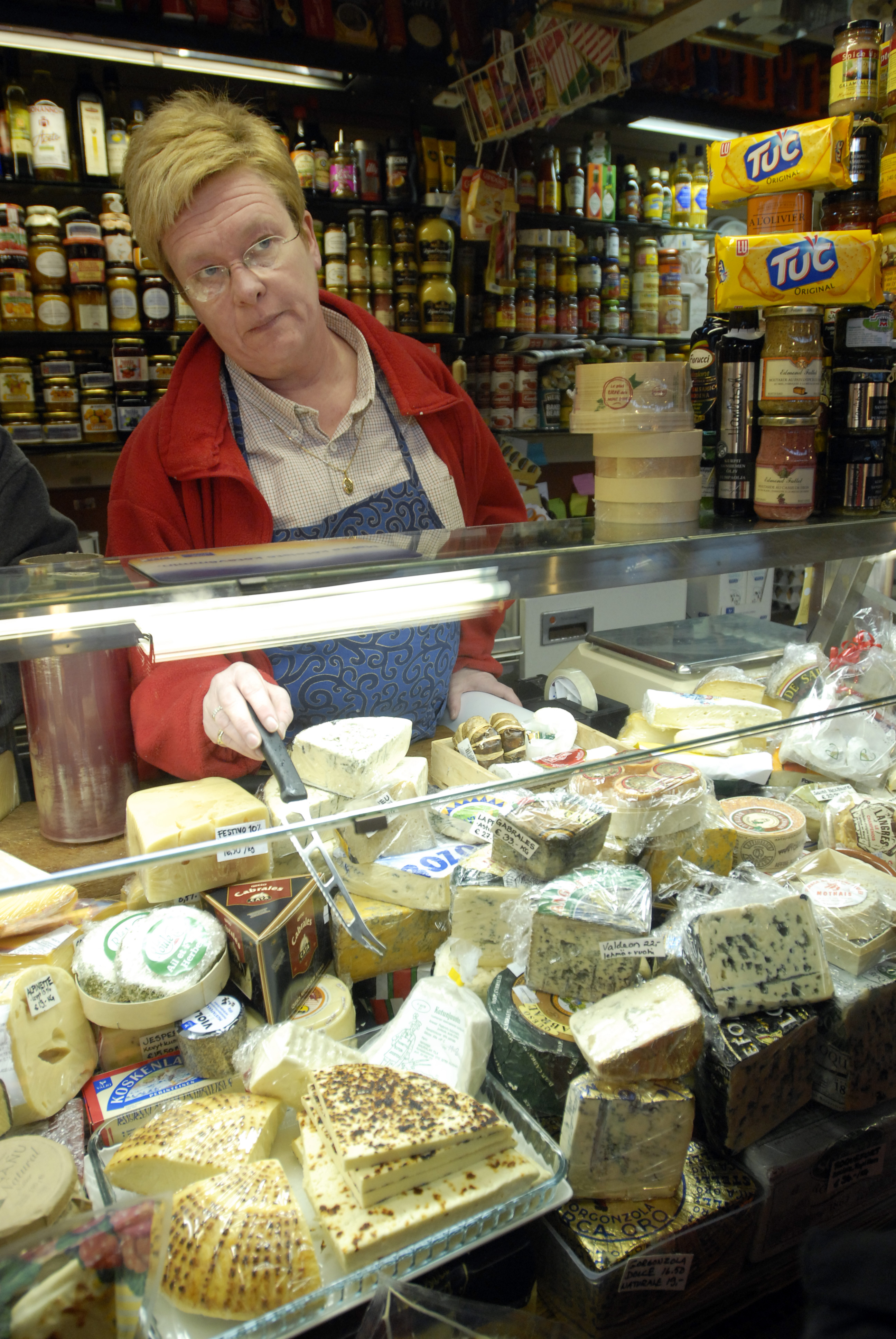
치즈 소매점

소매(小賣, 영어: retail) 또는 산매(散賣)는 팔고자 하는 물건의 생산자나 도매상(都賣商)에게 직접 그 상품을 사들여 모개로 팔지 않고 낱개로 파는 일, 또는 과정이다.

## 소매상
소매상(小賣商)은 생산자나 도매상으로부터 상품을 구입, 최종소비자에게 판매하는 상업기관으로서 상품의 사회적 유통은 소매과정을 거쳐 비로소 완성되는 것이므로 소매상의 기능은 중요하다.
소매상은 소비자에 대해서는 ① 상품구입에 따른 시간적·장소적인 편의를 제공하고, ② 때로는 배달 및 외상을 허용하거나 합리적인 광고로서 상품지식을 보급시키며, 도매상에 대해서는 ③ 상품의 수요를 환기(喚起)시키고, ④ 판매비용을 절약하는 기능을 발휘하고 있다.
근래에 와서 소매업은 그 구조변화가 현저하여 '소매혁명'이란 말을 낳게 되었는데, 이것은 ① 소비수요·구매관습의 변화, ② 가격할인과 셀프서비스, ③ 자동판매와 임대판매의 출현 등으로 소매기관의 조직화·대형화·종합화 및 전문화가 이루어지고 있음을 말하는 것이다.
소매상도 그 형태에 있어 도매상과 같이 가지각색이며, 그 발전에 따라 더욱 복잡한 형태로 진전, 경영규모와 경영방법에도 큰 변화를 가져 왔으나, 이를 소규모소매상·대규모소매상·집단형태소매상 및 무점포소매상으로 대별(大別)할 수 있다. 즉 보통 소매점을 중심으로 하는 소규모소매상(주택가의 구멍가게 등), 백화점·연쇄점·슈퍼마켓·할인점과 같은 대규모소매상, 시내 또는 변두리에 형성되는 일용품시장 및 상점가의 집단형태 소매상이 바로 이것들이다.

## 같이 보기
- 판매
- 도매